# Área Protegida de Las Baulas de Guanacaste
A Área Protegida de Las Baulas de Guanacaste (em castelhano:  Zona Protectora Las Baulas de Guanacaste) é uma área protegida na Costa Rica, administrada no âmbito da Área de Conservação Tempisque. Foi criada em 1991 pelo decreto 20.518-MIRENEM.